# Naturschutzgebiet Upahler und Lenzener See
Koordinaten: 53° 42′ 57,2″ N, 12° 2′ 10,4″ O

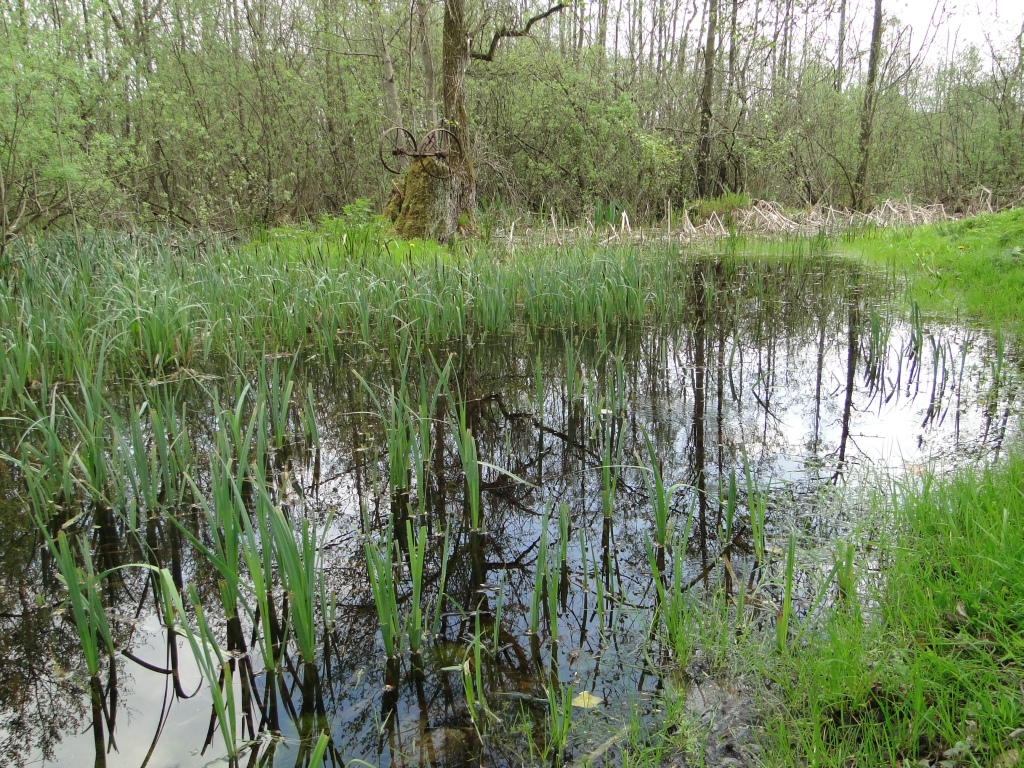
Seerandbereich bei Lenzen

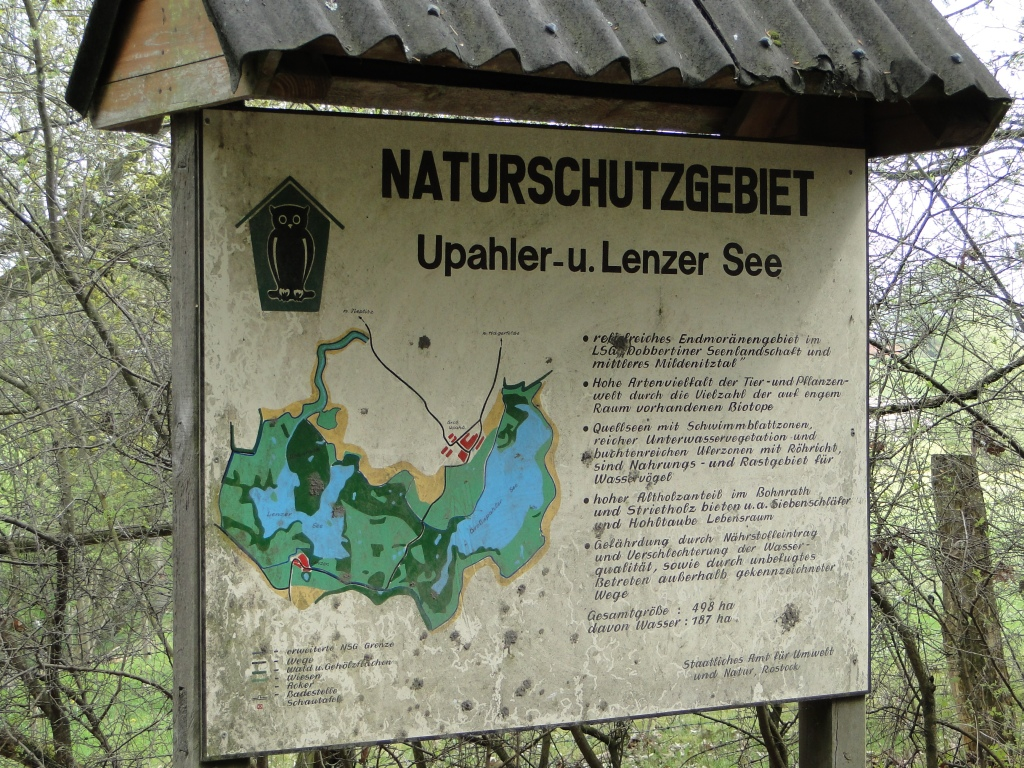
Informationstafel

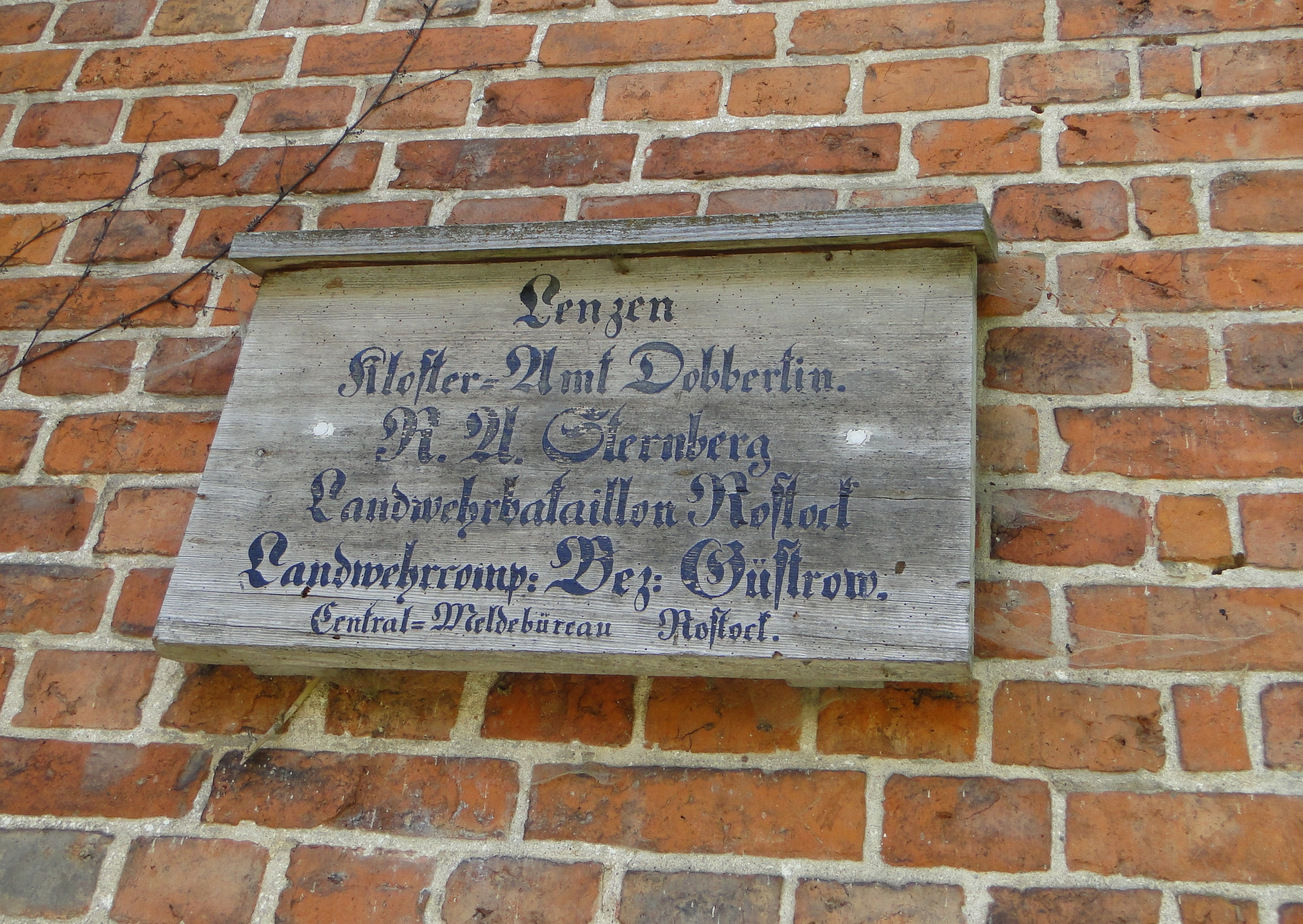
Ortsschild von Lenzen des Klosteramts Dobbertin

Das Naturschutzgebiet Upahler und Lenzener See ist ein im „Landschaftsschutzgebiet Dobbertiner Seenlandschaft und mittleres Mildenitztal – Landkreis Parchim (jetzt Ludwigslust-Parchim)“ gelegenes und 520 Hektar umfassendes Naturschutzgebiet in Mecklenburg-Vorpommern ungefähr zwölf Kilometer südwestlich der Stadt Güstrow. Umgebende Ortschaften sind Tieplitz, Groß Upahl, Hägerfelde, Klein Upahl, Lenzen und Ruchow. Die Ausweisung erfolgte am 5. Juli 1978 mit einer Erweiterung im Jahr 1999 und soll dem Schutz und Erhalt der Seeflächen des Groß Upahler und Lenzener Sees sowie angrenzender Wälder dienen. Der Gebietszustand ist aufgrund umfangreicher Nährstoffeinträge aus benachbarten landwirtschaftlichen Flächen und Siedlungen befriedigend. Die Waldbereiche werden nur extensiv genutzt. Das Gebiet kann auf ausgewiesenen Wegen betreten werden. Der südlich gelegene Jasenberg bietet gute Sichtmöglichkeiten über die Flächen. Das Naturschutzgebiet ist Bestandteil des FFH-Gebietes Wald- und Gewässerlandschaft um Groß Upahl und Boitin.

## Historie
Das Gebiet entstand durch die formenden Kräfte der letzten Eiszeit vor über 10.000 Jahren. Eine aufgeschüttete Endmoräne erstreckt sich über die heutigen Ortschaften Klein-Upahl, Lenzen und Ruchow. Das abtauende Eis schürfte die Seenbecken aus und formte durch das mitgeführte Sedimentmaterial südlich gelegene Sander. Eine Besiedlung im Gebiet ist seit der Bronzezeit belegt. Das stark reliefierte Gelände ließ sich nur schwerlich nutzen, so dass die im Schutzgebiet liegenden Waldflächen Strietholz und Bonrath ungenutzt blieben. Die Seen wurden ab dem 13. Jahrhundert durch Entwässerung in Richtung Nebel abgesenkt. Die Flächen wurden als Wiese genutzt. Nördlich des heutigen Schutzgebietes wurden bis 1840 mehrere Wassermühlen betrieben. Konkurrierende Vorstellungen zwischen Bauern und Müllern zur Höhe des Seenwasserstandes führten zu jahrhundertelangen Streitigkeiten. Noch heute werden die Seeflächen über die ehemaligen Mühlenbäche nach Norden hin entwässert.

## Pflanzen- und Tierwelt
Beide Seen sind natürlich eutroph und weisen als typische Pflanzen Armleuchteralgen und Laichkräuter auf. Die Uferbereiche säumen Erlenbrüche und Schilfröhrichte. Die Lenzener Wiesen werden einmal im Jahr gemäht. Bemerkenswerte Wiesenpflanzen sind Breitblättriges Knabenkraut, Sumpf-Dreizack, Flaumiger Wiesenhafer, Bach-Nelkenwurz, Wiesen-Primel und Kohldistel. Die Waldflächen sind mit Buchenwald bestockt. Da nur eine geringe Nutzung erfolgte, wiesen Einzelbäume mit 180 Jahren ein hohes Alter auf. Brutvögel im Gebiet sind Kranich, Seeadler, Rohrweihe, Hohltaube, Dohle, Schwarzspecht, Grünspecht und Graugans. Im Frühjahr und Herbst dienen die Flächen als Rastplatz für zahlreiche Zugvogelarten. Bedeutende Amphibien sind Rotbauchunke und Kammmolch.
Fischotter und Siebenschläfer leben im Gebiet.